# 埃什皮尼奥塞拉
埃什皮尼奥塞拉是葡萄牙布拉干萨区的一个堂区。总面积35.96平方公里，总人口305人，人口密度8.5人/平方公里。